# Storbritannien ved sommer-OL 2020
Storbritannien deltog under sommer-OL 2020 i Tokyo, som blev afviklet i perioden 23. juli til 8. august 2021.

## Medaljer
| 2020 Tokyo     | Guld | Sølv | Bronze | Total |
| Storbritannien | 22   | 21   | 22     | 65    |

### Medaljevinderne
| Storbritannien under sommer-OL 2020 i Tokyo | Storbritannien under sommer-OL 2020 i Tokyo | Storbritannien under sommer-OL 2020 i Tokyo | Storbritannien under sommer-OL 2020 i Tokyo | Storbritannien under sommer-OL 2020 i Tokyo |
| Medalje                                     | Navn | Sport                                       | Event                                       | Dato                                        |
| ------------------------------------------- | --- | ------------------------------------------- | ------------------------------------------- | ------------------------------------------- |
| Guld                                        | Tom Pidcock | Cykling                                     | Men's cross-country                         | 26. juli                                    |
| Guld                                        | Tom Daley Matty Lee | Udspring                                    | Men's synchronized 10 metre platform        | 26. juli                                    |
| Guld                                        | Adam Peaty | Svømning                                    | 100 m brystsvømning                         | 26. juli                                    |
| Guld                                        | Tom Dean | Svømning                                    | 200 m fri                                   | 27. juli                                    |
| Guld                                        | Tom Dean James Guy Calum Jarvis[b] Matt Richards Duncan Scott | Svømning                                    | 4x200 m fri                                 | 28. juli                                    |
| Guld                                        | Bethany Shriever | Cykling                                     | Women's BMX racing                          | 30. juli                                    |
| Guld                                        | Jess Learmonth Jonathan Brownlee Georgia Taylor-Brown Alex Yee | Triatlon                                    | Mixed stafet                                | 31. juli                                    |
| Guld                                        | Freya Anderson [b] Kathleen Dawson James Guy Adam Peaty Anna Hopkin | Svømning                                    | Mixed 4 × 100 m medley relay                | 31. juli                                    |
| Guld                                        | Charlotte Worthington | Cykling                                     | Women's BMX freestyle                       | 1. august                                   |
| Guld                                        | Max Whitlock | Gymnastik                                   | Men's pommel horse                          | 1. august                                   |
| Guld                                        | Laura Collett Tom McEwen Oliver Townend | Hestesport                                  | Team eventing                               | 2. august                                   |
| Guld                                        | Stuart Bithell Dylan Fletcher | Sejlsport                                   | 49er                                        | 3. august                                   |
| Guld                                        | Giles Scott | Sejlsport                                   | Finn                                        | 3. august                                   |
| Guld                                        | Hannah Mills Eilidh McIntyre | Sejlsport                                   | Women's 470                                 | 4. august                                   |
| Guld                                        | Ben Maher | Hestesport                                  | Individual jumping                          | 4. august                                   |
| Guld                                        | Matthew Walls | Cykling                                     | Men's omnium                                | 5. august                                   |
| Guld                                        | Katie Archibald Laura Kenny | Cykling                                     | Women's Madison                             | 6. august                                   |
| Guld                                        | Kate French | Modern pentathlon                           | Women's individual                          | 6. august                                   |
| Guld                                        | Galal Yafai | Boksning                                    | Herrernes fluevægt                          | 7. august                                   |
| Guld                                        | Joe Choong | Modern pentathlon                           | Men's Individual                            | 7. august                                   |
| Guld                                        | Jason Kenny | Cykling                                     | Men's keirin                                | 8. august                                   |
| Guld                                        | Lauren Price | Boksning                                    | Women's middleweight                        | 8. august                                   |
| Sølv                                        | Bradly Sinden | Taekwondo                                   | Men's −68 kg                                | 25. juli                                    |
| Sølv                                        | Lauren Williams | Taekwondo                                   | Women's −67 kg                              | 26. juli                                    |
| Sølv                                        | Alex Yee | Triatlon                                    | Herrernes individuelle triatlon             | 26. juli                                    |
| Sølv                                        | Duncan Scott | Svømning                                    | 200 m fri                                   | 27. juli                                    |
| Sølv                                        | Georgia Taylor-Brown | Triatlon                                    | Women's individual                          | 27. juli                                    |
| Sølv                                        | Tom Barras Jack Beaumont Angus Groom Harry Leask | Roning                                      | Men's quadruple sculls                      | 28. juli                                    |
| Sølv                                        | Mallory Franklin | Kano og kajak                               | Women's C-1                                 | 29. juli                                    |
| Sølv                                        | Duncan Scott | Svømning                                    | Men's 200 metre individual medley           | 30. juli                                    |
| Sølv                                        | Kye Whyte | Cykling                                     | Men's BMX racing                            | 30. juli                                    |
| Sølv                                        | Luke Greenbank James Guy Duncan Scott Adam Peaty James Wilby[b] | Svømning                                    | Men's 4 × 100 m medley relay                | 1. august                                   |
| Sølv                                        | Tom McEwen | Hestesport                                  | Individual eventing                         | 2. august                                   |
| Sølv                                        | Emily Campbell | Vægtløftning                                | Women's +87 kg                              | 2. august                                   |
| Sølv                                        | John Gimson Anna Burnet | Sejlsport                                   | Mixed nacra 17                              | 3. august                                   |
| Sølv                                        | Katie Archibald Elinor Barker Neah Evans Laura Kenny Josie Knight | Cykling                                     | Woman's team pursuit                        | 3. august                                   |
| Sølv                                        | Jack Carlin Jason Kenny Ryan Owens | Cykling                                     | Men's team sprint                           | 3. august                                   |
| Sølv                                        | Pat McCormack | Boksning                                    | Men's welterweight                          | 3. august                                   |
| Sølv                                        | Keely Hodgkinson | Atletik                                     | Women's 800 metres                          | 3. august                                   |
| Sølv                                        | Benjamin Whittaker | Boksning                                    | Men's light heavyweight                     | 4. august                                   |
| Sølv                                        | Laura Muir | Atletik                                     | Women's 1500 metres                         | 6. august                                   |
| Sølv                                        | Chijindu Ujah Zharnel Hughes Richard Kilty Nethaneel Mitchell-Blake | Atletik                                     | Men's 4 × 100 metres relay                  | 6. august                                   |
| Sølv                                        | Ethan Hayter Matthew Walls | Cykling                                     | Men's Madison                               | 7. august                                   |
| Bronze                                      | Chelsie Giles | Judo                                        | Women's 52 kg                               | 25. juli                                    |
| Bronze                                      | Bianca Walkden | Taekwondo                                   | Women's +67 kg                              | 27. juli                                    |
| Bronze                                      | Jennifer Gadirova Jessica Gadirova Alice Kinsella Amelie Morgan | Gymnastik                                   | Women's artistic team all-around            | 27. juli                                    |
| Bronze                                      | Charlotte Dujardin Charlotte Fry Carl Hester | Hestesport                                  | Team dressage                               | 27. juli                                    |
| Bronze                                      | Charlotte Dujardin | Hestesport                                  | dressur individuelt                         | 28. juli                                    |
| Bronze                                      | Matthew Coward-Holley | Skydning                                    | Mændenes trap                               | 29. juli                                    |
| Bronze                                      | - Josh Bugajski - Jacob Dawson - Charles Elwes - Thomas Ford - Thomas George - James Rudkin - Moe Sbihi - Oliver Wynne-Griffith - Henry Fieldman (cox) | Roning                                      | Otter med styrmand                          | 30. juli                                    |
| Bronze                                      | Luke Greenbank | Svømning                                    | Men's 200 m backstroke                      | 30. juli                                    |
| Bronze                                      | Bryony Page | Gymnastik                                   | Women's trampoline                          | 30. juli                                    |
| Bronze                                      | Emma Wilson | Sejlsport                                   | Women's RS:X                                | 31. juli                                    |
| Bronze                                      | Karriss Artingstall | Boksning                                    | Women's featherweight                       | 31. juli                                    |
| Bronze                                      | Declan Brooks | Cykling                                     | Men's BMX freestyle                         | 1. august                                   |
| Bronze                                      | Jack Laugher | Udspring                                    | Men's 3 m springboard                       | 3. august                                   |
| Bronze                                      | Sky Brown | Skateboarding                               | Damernes park                               | 4. august                                   |
| Bronze                                      | Frazer Clarke | Boksning                                    | Men's super heavyweight                     | 4. august                                   |
| Bronze                                      | Liam Heath | Kano og kajak                               | Men's K1 200 metres                         | 5. august                                   |
| Bronze                                      | Holly Bradshaw | Atletik                                     | Women's pole vault                          | 5. august                                   |
| Bronze                                      | Storbritanniens hockeyhold - Maddie Hinch - Anna Toman - Leah Wilkinson - Giselle Ansley - Hollie Pearne-Webb - Grace Balsdon - Laura Unsworth - Sarah Jones - Susannah Townsend - Fiona Crackles - Shona McCallin - Hannah Martin - Sarah Robertson - Ellie Rayer - Izzy Petter - Lily Owsley | Field hockey                                | Women's tournament                          | 6. august                                   |
| Bronze                                      | Jack Carlin | Cykling                                     | Men's sprint                                | 6. august                                   |
| Bronze                                      | Asha Philip Imani Lansiquot Dina Asher-Smith Daryll Neita | Atletik                                     | Women's 4 × 100 metres relay                | 6. august                                   |
| Bronze                                      | Tom Daley | Udspring                                    | Men's 10 metre platform                     | 7. august                                   |
| Bronze                                      | Josh Kerr | Atletik                                     | Herrernes 1500 meter løb                    | 7. august                                   |